# Symbolia nigripennis
Symbolia nigripennis är en tvåvingeart som först beskrevs av Van Duzee 1931. Symbolia nigripennis ingår i släktet Symbolia och familjen styltflugor.
Artens utbredningsområde är Panama. Inga underarter finns listade i Catalogue of Life.